# Xã Jefferson, Quận Mercer, Ohio
Xã Jefferson (tiếng Anh: Jefferson Township) là một xã thuộc quận Mercer, tiểu bang Ohio, Hoa Kỳ. Năm 2010, dân số của xã này là 13.155 người.